# Crossfaith
Crossfaith (japanska: クロスフェイス) är ett japanskt alternativ metal/trancecore-band från Osaka och startat 2006.

## Medlemmar
Nuvarande medlemmar
- Takemura Kazuki (武村 和樹) – gitarr (2006– )

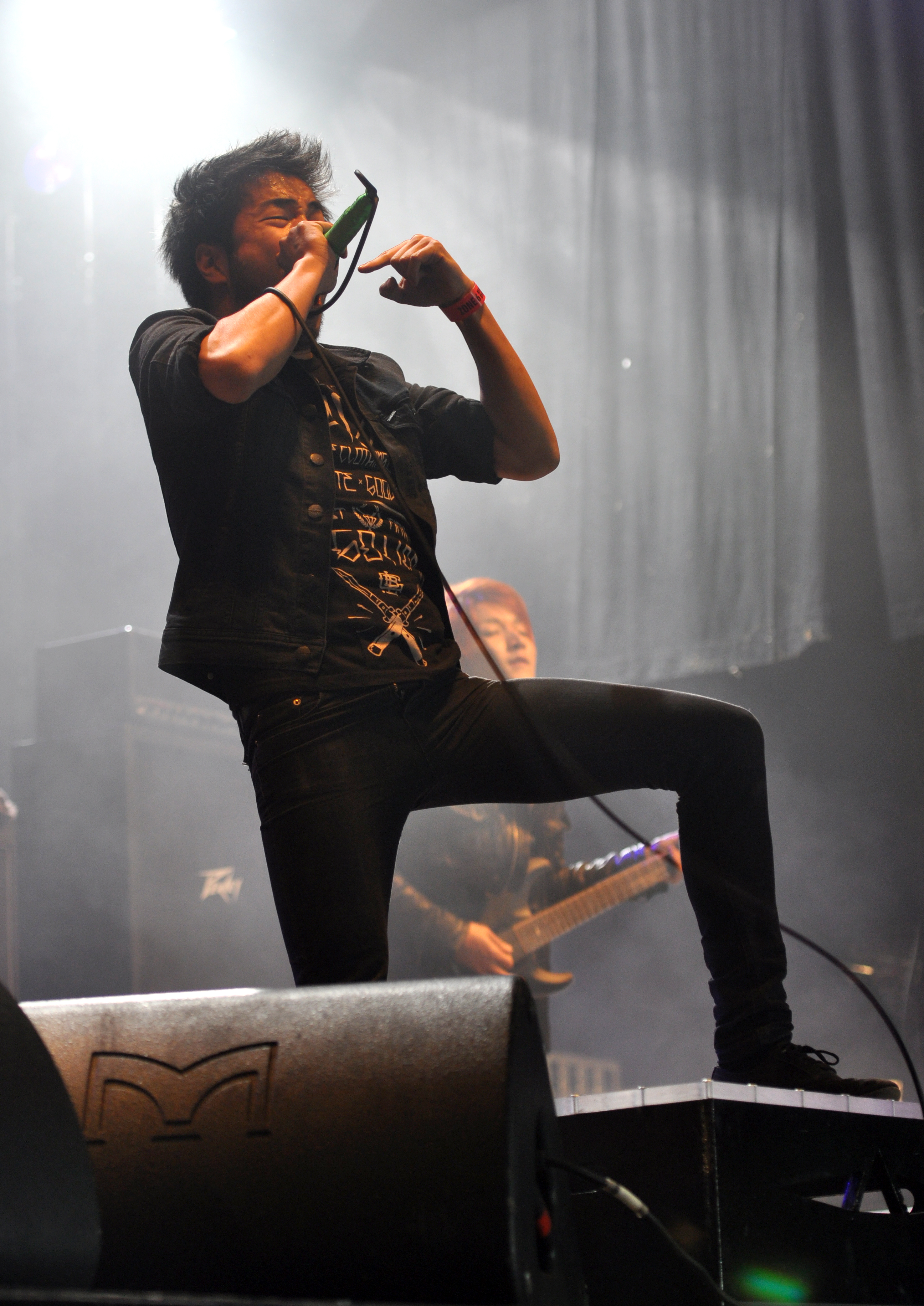
Koie Kenta (小家 健太) – sång (2006– )
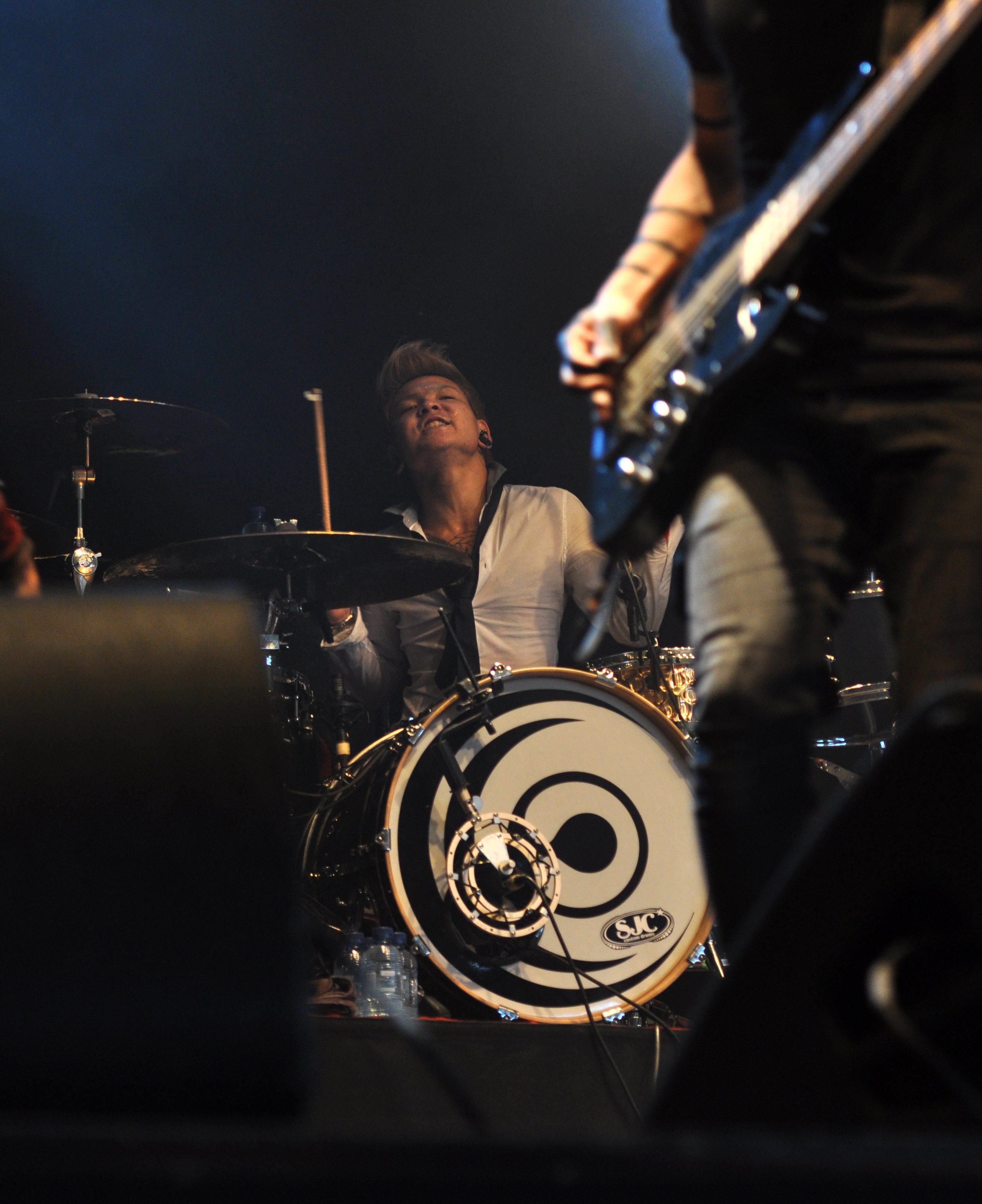
Amano Tatsuy (天野 達也) – trummor, percussion (2006– )
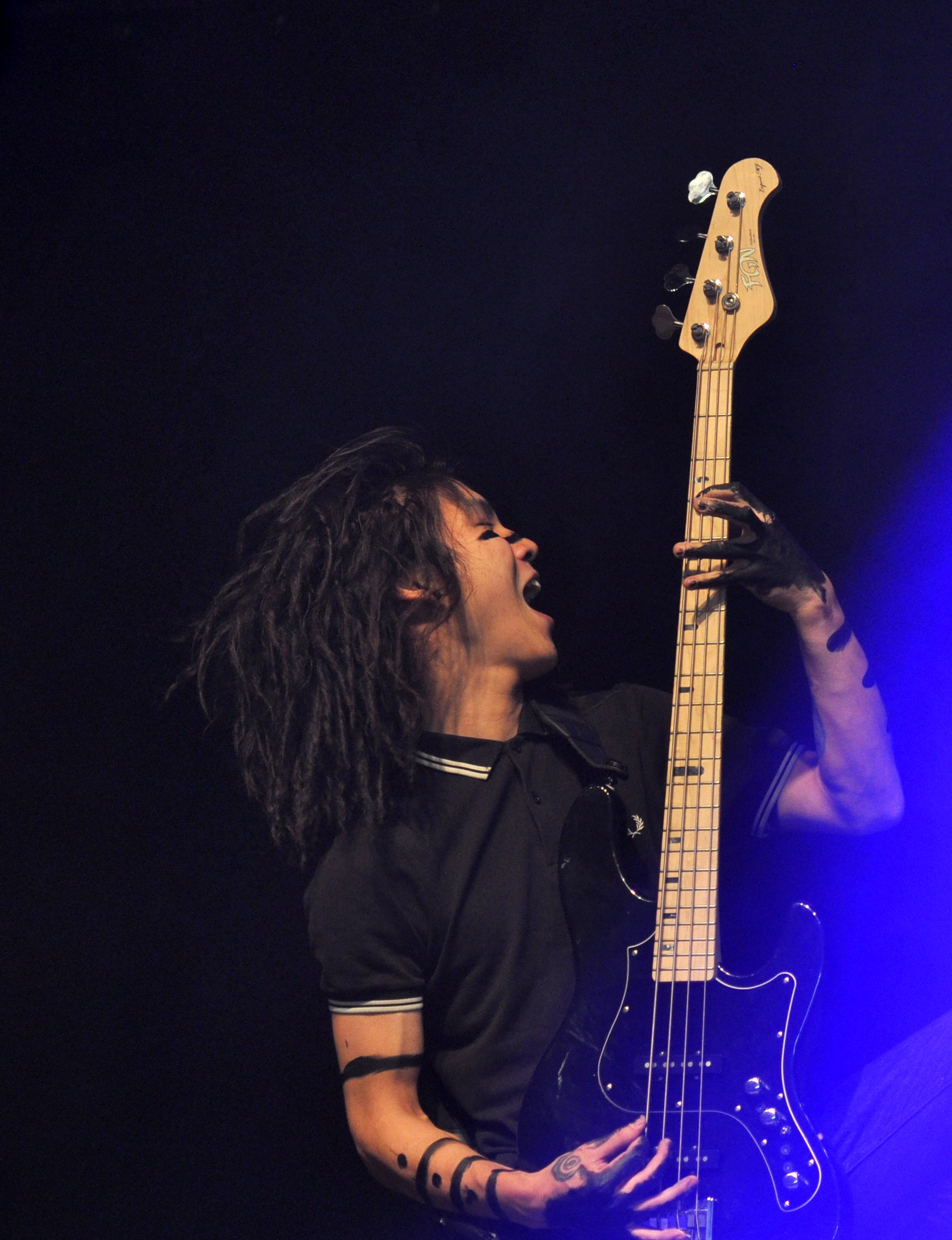
Hiroki Ikegawa

- Tamano Terufumi (玉野 輝文) – basgitarr (2006–2008), keyboard, electronica, programmering, bakgrundssång (2006– )

Tidigare medlemmar
- Ikegawa Hiroki (池川 寛希) – basgitarr (2008–2024)
- Daiki Koide  – gitarr (2024–2025)

Turnerande medlemmar
- Tama – gitarr (2014– )
- Daiki Koide – gitarr (2022–2024)

Bildgalleri
- Crossfaith uppträder under Groezrock i Belgien 2013.

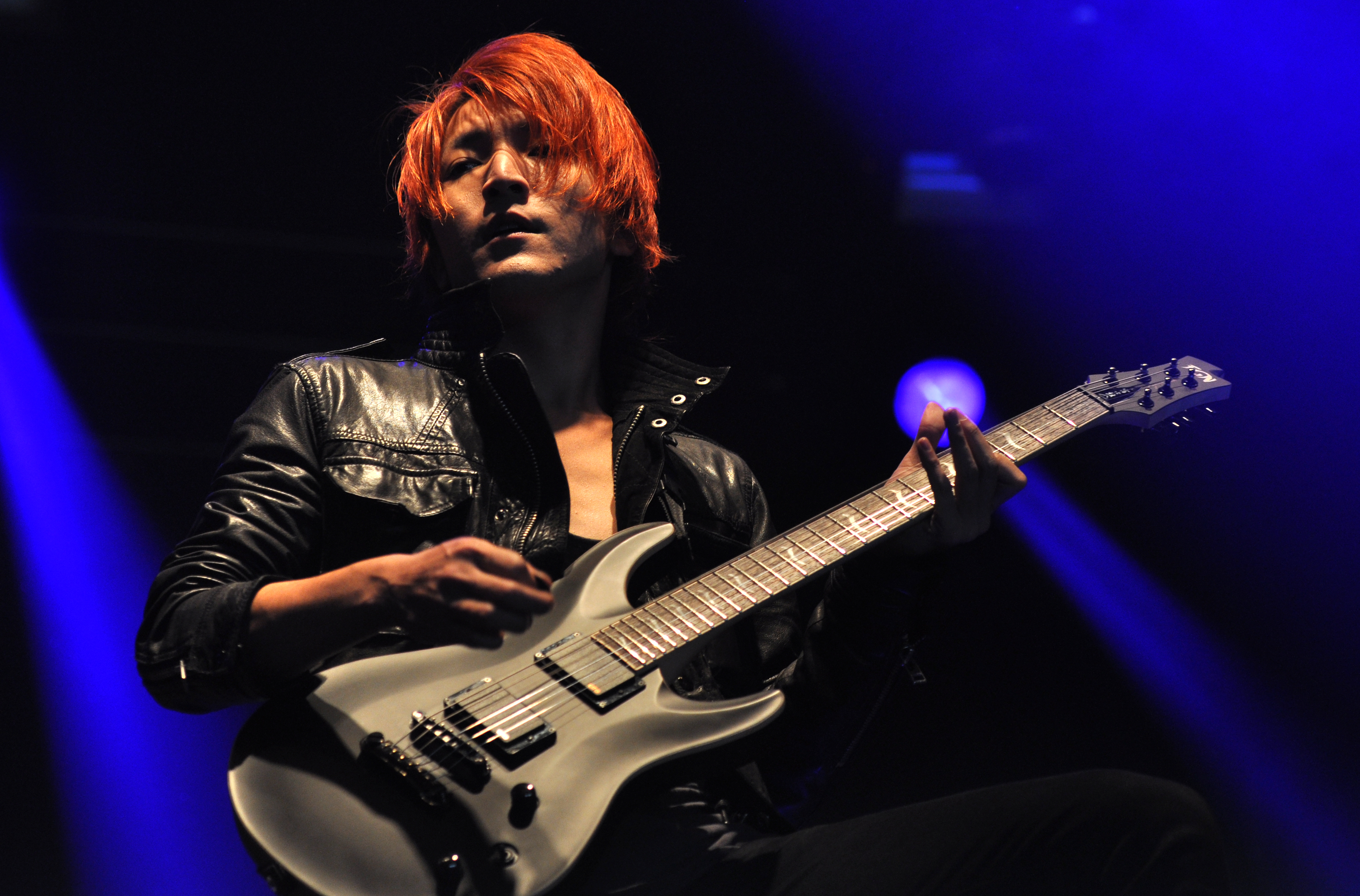
Kazuki Takemura
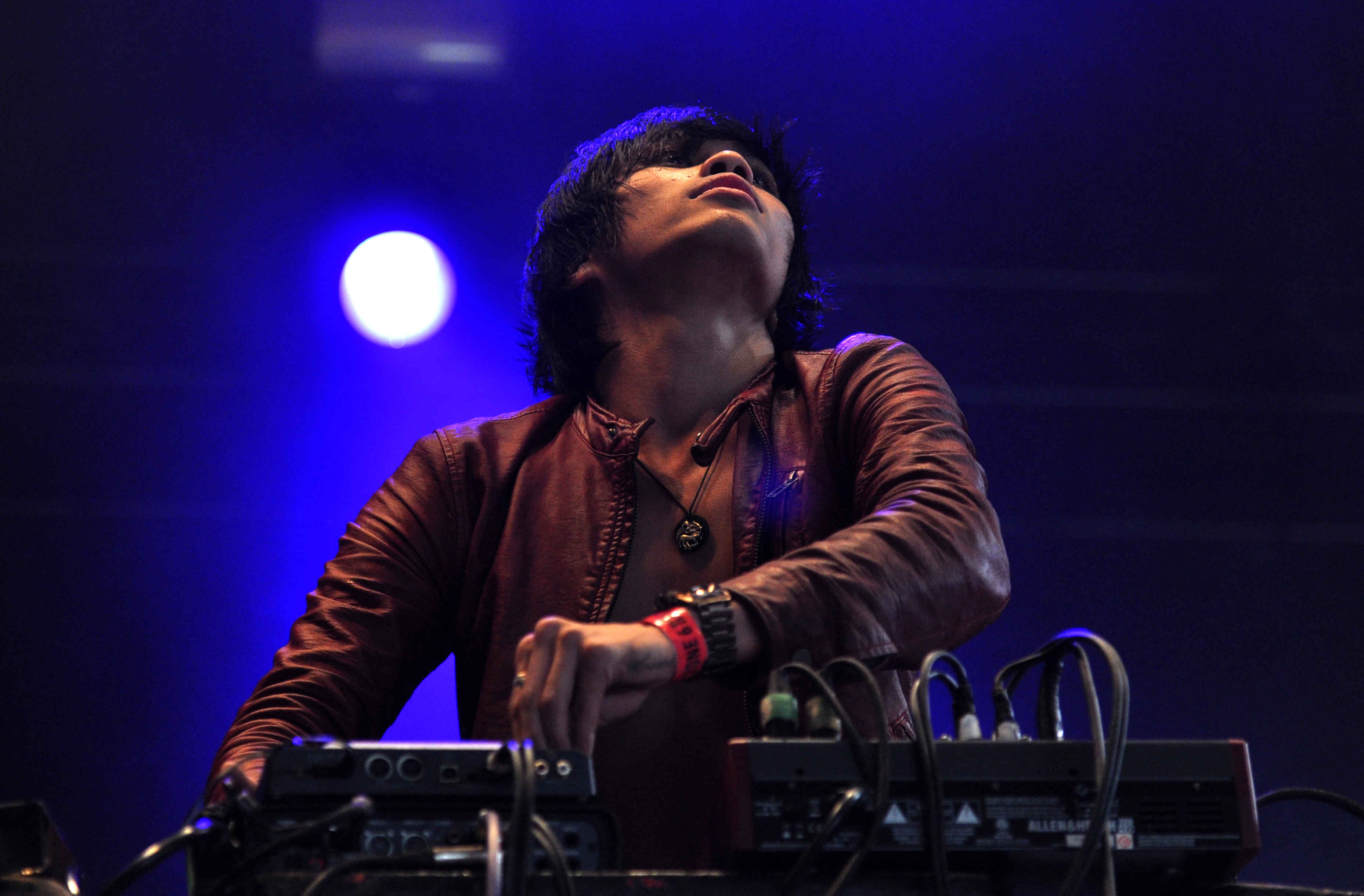
Terufumi Tamano

- Kenta Koie
- Tatsuya Amano
- Hiroki Ikegawa

## Diskografi
Demo
- Blueprint of Reconstruction (2008)

Studioalbum
- The Dream, The Space (2011, Tragic Hero Records)
- Apocalyze (2013, Search and Destroy/Sony Music)
- Xeno (2015, Search and Destroy/The End Records/Sony Music)
- Ex Machina (2018, Sony Music)
- AЯK (2024, UNFD)

EP
- The Artificial Theory for the Dramatic Beauty (2009)
- Zion (2012)
- New Age Warriors (2016)
- New Age Warriors Remix (2017)
- Freedom (2017)
- Wipeout (2018)

Singlar
- "Madness" (2014)